# Бангор (Висконсин)
Бангор (енгл. Bangor) град је у америчкој савезној држави Висконсин.

## Демографија
По попису из 2010. године број становника је 1.459, што је 59 (4,2%) становника више него 2000. године.
| Група             | 2000.         | 2010.         |
| Белци             | 1.366 (97,6%) | 1.406 (96,4%) |
| Афроамериканци    | 4 (0,3%)      | 7 (0,5%)      |
| Азијати           | 4 (0,3%)      | 3 (0,2%)      |
| Хиспаноамериканци | 9 (0,6%)      | 23 (1,6%)     |
| Укупно            | 1.400         | 1.459         |